# Ngoại Vương Nội Đế
Trong xưng đế, ngoài xưng vương là một thuật ngữ sử dụng trong lĩnh vực quan hệ giữa các quốc gia trong khu vực văn hóa Á Đông. Những vị quân chủ cai trị các quốc gia nhỏ hơn sẽ lấy danh hiệu Hoàng đế (皇帝 hoặc các danh hiệu tương đương) và/hoặc các đế hiệu khác ở trong nước, và lấy danh hiệu Quốc vương (國王 hoặc các danh hiệu tương đương) khi giao thiệp với triều đại của Trung Quốc. Khuôn khổ này được áp dụng tại Nhật Bản, Hàn Quốc, Việt Nam cùng nhiều quốc gia khác.
Vì Trung Quốc là một cường quốc bá quyền ở khu vực Đông Á trong phần lớn lịch sử nên các quốc gia xung quanh buộc phải triều cống cho các hoàng đế Trung Quốc để đổi lấy hòa bình và tính chính danh quân chủ. Trong hệ thống này, các nhà nước nhỏ hơn chấp nhận quyền bá chủ của Trung Quốc và thừa nhận hoàng đế Trung Quốc là bá chủ danh nghĩa của họ. Vì các hoàng đế Trung Quốc tự xưng là thiên tử và nắm giữ quyền lực tối cao trên khắp thiên hạ, nên những người cai trị các quốc gia nhỏ hơn phải sử dụng danh hiệu dưới của hoàng đế. Học thuyết này đảm bảo quan niệm chỉ có thể có một thiên tử duy nhất cai trị dưới vòm trời trong bất kỳ thời điểm nào.

## Triều Tiên
Những người cai trị Bột Hải đã sử dụng các tước vị như Seongwang ( tiếng Hàn: 성왕; Hanja: 聖王, "Thánh vương") và Hwangsang (tiếng Hàn: 황상; Hanja: 皇上, "Hoàng thượng") và có niên hiệu  độc lập.
Năm 933, Cao Ly Thái Tổ được Hoàng đế Lý Tự Nguyên của Hậu Đường phong làm Cao Ly Quốc Vương (高麗國王). Trước khi đầu hàng nhà Nguyên, các tên gọi và thuật ngữ giành cho đế quốc đã được nhà Cao Ly sử dụng rộng rãi trong nước. Những người cai trị này tự xưng là Thiên tử. Kính Thuận vương đã gọi Cao Ly Thái Tổ là Thiên tử khi ông đầu hàng. Mặc dù nhà Tống, Liêu và Tấn đều biết rõ về việc Cao Ly sử dụng tước vị đế, nhưng cả ba triều đại Trung Quốc đều không phản đối việc làm này.
Triều đại Cao Ly sau này trở thành một khu vực bán tự trị của nhà Nguyên, chấm dứt vị thế đế quốc trong nước. Những người cai trị  mang danh hiệu vua và bị cấm đặt miếu hiệu, điều chỉ dành riêng cho các hoàng đế nhà Nguyên. Năm 1356, Cao Ly Cung Mẫn vương tuyên bố độc lập khỏi nhà Nguyên.
Năm 1392, vua Thái Tổ của Triều Tiên đã lật đổ triều đại Cao Ly và thành lập Nhà Triều Tiên. Ông được Hoàng đế Minh Thái Tổ ban tặng danh hiệu Triều Tiên Quốc Vương (朝鮮國王). Cả trong nước lẫn bên ngoài, các quân chủ Triều Tiên đều giữ danh hiệu vua, không giống như  Cao Ly trước đây.
Vào ngày 7 tháng 1 năm 1895 (ngày 12 tháng 12 âm lịch, năm thứ 31 triều đại của vua Cao Tông), Kết quả là, nhiều nghi thức liên quan đến nhà vua đã được thay đổi thành tương đương với hoàng đế chứ không phải là vua phong kiến, nhưng chỉ có danh hiệu trở nên thấp hơn hoàng đế. tước hiệu như Đại quân chủ(大君主) Bệ hạ, Vương thái hậu(王太后) Bệ hạ, Vương hậu(王后) Bệ hạ, Vương thái tử(王太子) Điện hạ, Vương thái tử phi(王太子妃) Điện hạ đã được giới thiệu.

## Việt Nam
Năm 544, Lý Bôn lập nên nhà Tiền Lý và tự xưng là Nam Việt Đế (南越帝).
Năm 968, Đinh Bộ Lĩnh thành lập nhà Đinh và xưng hoàng đế, bãi bỏ tước hiệu cũ là Tĩnh Hải quân Tiết độ sứ (靜海軍節度使). Vua Thái Tổ nhà Tống sau này phong tước Giao Chỉ quận vương cho Đinh Bộ Lĩnh. :285, 287
Năm 986, Lê Hoàn được phong làm Tĩnh Hải quân Tiết độ sứ khi sứ giả nhà Tống đến thăm. Năm 988, Lê Hoàn được thăng làm Đại tư lệnh (檢校太尉); năm 993 làm Giao Chỉ Quận Vương (交趾郡王); và cuối cùng vào năm 997, tước hiệu của ông được phong làm Nam Bình Vương (南平王)
Năm 1010, Lý Thái Tổ lập nên triều Lý và được hoàng đế Tống Chân Tông phong làm Giao Chỉ quận vương. Năm 1174, Lý Anh Tông được phong An Nam Quốc Vương (安南國王); "Annan" hay "An Nam", có nghĩa là "Miền Nam bình yên", là tên của Việt Nam trong thời kỳ Bắc thuộc. Trong nước, các vua nhà Lý duy trì việc sử dụng tước vị hoàng đế.
Khi lập nhà Hậu Lê, Lê Thái Tổ xưng vương hiệu là Đại Vương (大王). Mãi đến thời Lê Thánh Tông, các vị quân chủ Việt Nam mới xưng lại tước đế. Hệ thống này tiếp tục được duy trì cho đến cuối triều đại, vì tất cả các vị quân chủ đều tuyên bố địa vị đế quốc trong nước và trở lại cấp vương khi giao thiệp với Trung Quốc.

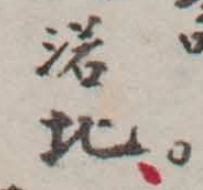
Nước Bắc 渃北 là thuật ngữ ngày xưa dùng để xưng về Trung Quốc.

Hoàng đế Gia Long của triều Nguyễn được Hoàng đế Gia Khánh nhà Thanh phong làm Việt Nam Quốc Vương (越南國王). Trong khi triều Nguyễn chấp nhận quyền bá chủ của Trung Quốc và lấy danh hiệu vua khi đối phó với nhà Thanh, họ đã có quan hệ đối ngoại với các quốc gia khác với tư cách là Hoàng đế Đại Việt Nam (大越南皇帝) và sau đó là Hoàng đế Đại Nam (大南皇帝). Trong nước, các vua nhà Nguyễn cũng sử dụng danh hiệu hoàng đế và gọi đế quốc của mình là "nước Nam" (liên quan đến nhà Thanh, "nước Bắc"), ngụ ý có địa vị ngang bằng với Trung Quốc.